# 2016年意大利宪法公投
2016年意大利宪法公投是于2016年12月4日举行的意大利全民公投，以此决定是否修改意大利宪法，以改革意大利议会的权力与构成，并重新分配中央与地方权力。
意大利总理马泰奥·伦齐与其所在的民主党于2014年4月8日在参议院首次提出了该提案。此后经参议院与众议院多次修改，2015年10月13日与2016年1月11日分别由参、众两院首次通过。2016年1月20日与4月12日两院又分别第二次批准了该法案。
根据意大利宪法第138条，由于法案在第二次投票中并没有在两院都获得三分之二以上的支持票，最终将由公投决定该法案的前途。只有在公投中获得多数票支持，这一宪法修正案才能得以实施。这是意大利共和国历史上第三次宪法公投，之前两次分别于2001年与2006年举行。
如果得以通过，这会成为意大利废除君主制以来最为重要的宪法改革，不仅会影响议会的组成，根据法案支持者的说法，这还会极大改善意大利政治不稳定的现状。然而反对党则对这一法案十分不满，認為該法律寫的不好，认为这会让政府拥有过多权力。
2016年12月5日，在票站調查結果顯示公投不獲通過後，意大利總理马泰奥·伦齐宣佈辭職。其後由保羅·真蒂洛尼接任。

## 概要
該次公投題目如下：
- 義大利文：Approvate il testo della legge costituzionale concernente "disposizioni per il superamento del bicameralismo paritario, la riduzione del numero dei parlamentari, il contenimento dei costi di funzionamento delle istituzioni, la soppressione del CNEL e la revisione del Titolo V della parte II della Costituzione", approvato dal Parlamento e pubblicato nella Gazzetta Ufficiale n. 88 del 15 aprile 2016?
- 英文翻譯：Do you approve the text of the Constitutional Law concerning 'Provisions for overcoming equal bicameralism, reducing the number of Members of Parliament, limiting the operating costs of the institutions, the suppression of the CNEL and the revision of Title V of Part II of the Constitution' approved by Parliament and published in the Official Gazette no. 88 of 15 April 2016?
- 中文翻譯：您是否同意“憲法”有關“克服平等兩院制的規定，減少議員人數，限制機構的運營成本，控制CNEL以及修訂憲法第二部分第五章”的文本，由2016年4月15日議會批准並在官方公報的第88號中公佈？

## 背景
在意大利議會被描述為一個完全對稱的兩院立法，因為它具有下院（在眾議院）和上院（該共和國參議院）具有以下特點：
- 這兩院同時選舉，任期五年。
- 政府必須擁有兩院的信任，並對這兩院負責。
- 所有立法必須由兩院通過相同的文本：每當一個法院修改法案時，必須在稱為navetta parlamentare的「議會班車」的過程中將法案送交另一法案。

## 相關意見

### 贊成
可能改善改善義大利政治不穩定的現狀

## 投票结果
| 结果          | 票数       | %      |
| ------------- | ---------- | ------ |
| 赞成          | 13,431,109 | 40.89% |
| 反对          | 19,421,003 | 59,11% |
| 无效票总数    | 392,146    | –      |
| 有效票总数    | 33,244,258 | 100%   |
| 选民数/投票率 | 50,773,284 | 65,47% |

| \| 投票结果 \| 投票结果 \| 投票结果 \| 投票结果 \| 投票结果 \| \| -------- \| -------- \| -------- \| -------- \| -------- \| \| \| \| \| \| \| \| 反对 \| 反对 \| \| 59.12% \| 59.12% \| \| 赞成 \| 赞成 \| \| 40.88% \| 40.88% \| |      |  |        |        |
| 投票结果 |      |  |        |        |
| |      |  |        |        |
| 反对 | 反对 |  | 59.12% | 59.12% |
| 赞成 | 赞成 |  | 40.88% | 40.88% |

## 反應
在首次出口民意調查後，總理馬泰奧倫齊在午夜新聞發布會上宣布，他將在第二天辭職。